# セードリック・ムゥーリエ
セードリック・ムゥーリエ（Cèdric Mourier、1970年1月2日 - ）は、フランスのテニス競技国際審判員である。

## 経歴・人物
1970年1月2日、フランスのオーヴェルニュ＝ローヌ＝アルプ地域圏ロワール県ロアンヌ出身。
1991年にムゥーリエはフランスの地域審判員となり、男子プロテニス協会（ATP）ツアー大会の線審としてリヨン・グランプリ・トーナメントでデビューした。そして1991年デビスカップ決勝戦のフランス 対 アメリカ合衆国戦（パライス・デス・スポーツ・デ・リヨン）でも審判員として参加した。ムゥーリエは1998年にATP公認国際審判員に引き揚げられた。
ムゥーリエは全仏オープンでは2001年、2006年、2010年の大会に於いて男子シングルス決勝戦で主審を務めた。また、2013年のパリ・マスターズ決勝のノバク・ジョコビッチvsミロシュ・ラオニッチ戦の主審も務めた。
ムゥーリエは、2011年の全米オープンの際には、ATPに対して待遇改善を求めてモハメッド・ラヒヤニらと共に大会審判員の業務をボイコットしたこともあった。
2018年にATP国際審判員から引退した。